# Libido
Libido (lat. touha, žádost, pud) je sexuální touha a pohlavní pud. Někde se označuje jako „sexuální apetit“ či „energie“. Libido má důležitou roli v psychologických teoriích Sigmunda Freuda a Carla Gustava Junga. V psychoanalýze je libido označení pro projevy pohlavního pudu, základní pudové energie a sexuální touhy, která vyvěrá z podvědomí a je zaměřená na dosahování slasti.
Libido je údajně[zdroj⁠?!] hormonálně řízeno androgeny, které jsou tvořeny převážně v nadledvinách, ze 40 % však ve vaječníku. Hladina testosteronu ale se sexuální touhou nesouvisí.

## Libido v psychoanalýze

### Definice libida

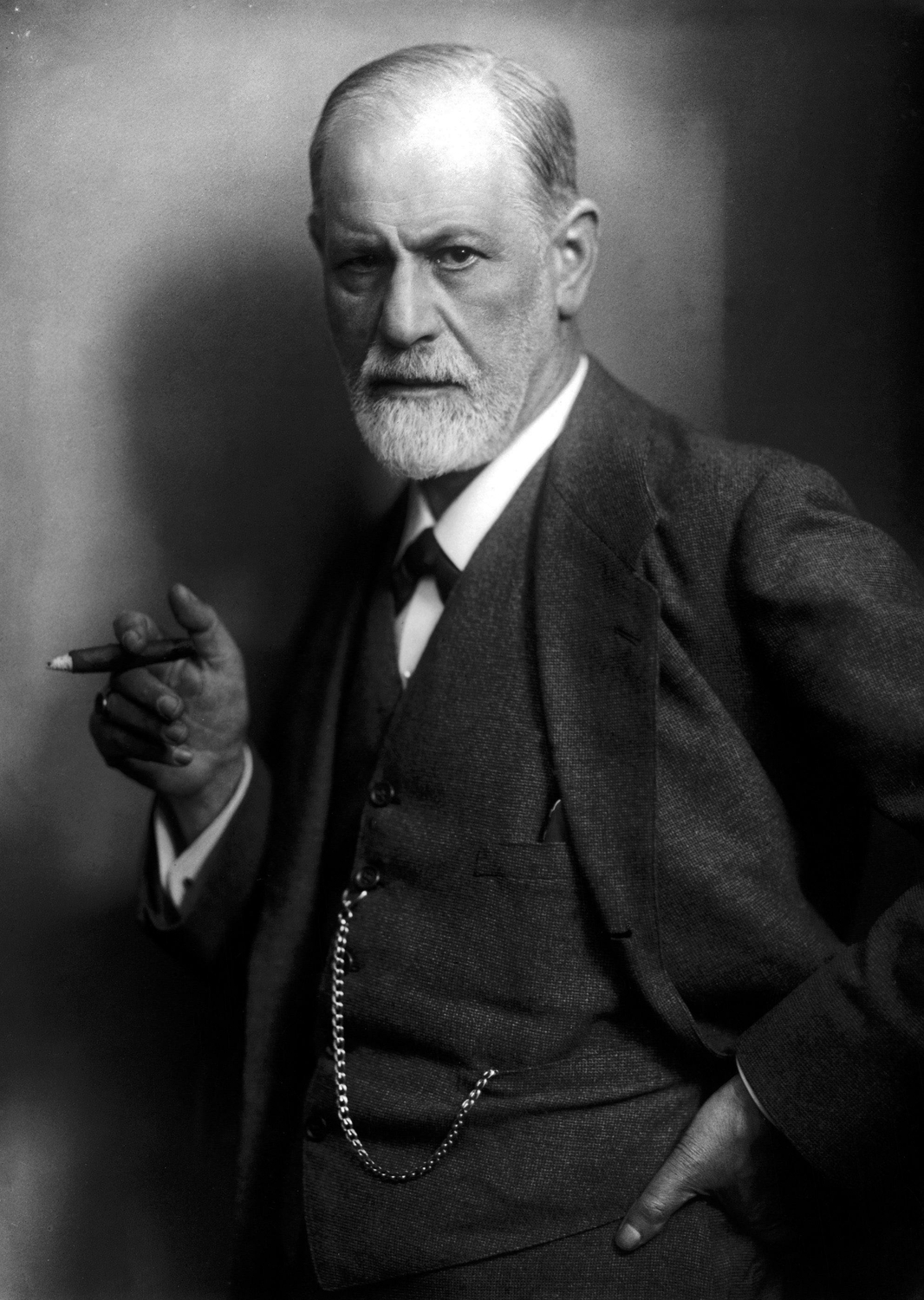
Pro Sigmunda Freuda bylo libido klíčovým pojmem

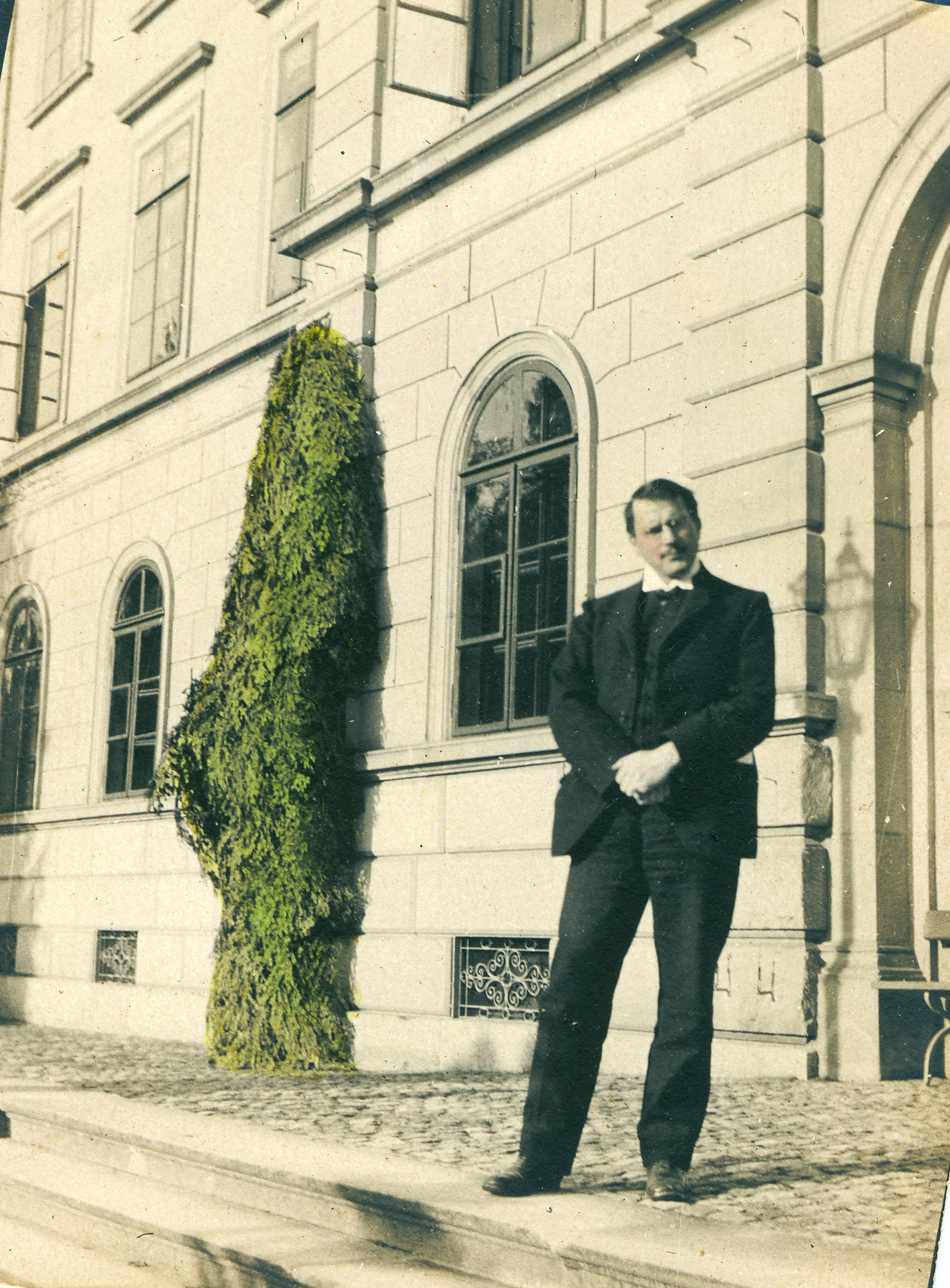
Carl Gustav Jung hovořil o libidu jako o psychické energii

Libido je pojem užívaný především v psychoanalýze, kde označuje psychickou, respektive psychosexuální energii. Libido se mimo psychoanalýzu někdy definuje jako „pohlavní pud“. Pro psychoanalytiky však jde o energii, či dokonce spíše o „metaforu energie“, která má zdroj buď v nevědomí, anebo v těle. Když se za zdroj považuje tělo, je libidem myšlena spíše energie, kterou jsou obsazeny výboje pohlavního pudu. Když se za zdroj považuje nevědomí, vyniká “metaforická povaha” pojmu libido.
Pojem libido Freud převzal z latiny, kde původně značil přání, touhu či nutkání, což akcentuje pudový charakter této energie, Freud však stejně tak akcentoval psychickou povahu této energie, když o libidu hovořil jako o "palivu psychického systému". Obě představy jsou u Freuda, tak jako v mnoha jiných případech, zakotveny v různých fázích jeho tvorby.
Zároveň bylo libido pro Freuda na trochu jiné úrovni abstrakce energií pudu života.
C. G. Jung převzal termín libido od Freuda do své Analytické psychologie, ovšem definoval ho jako psychickou energii obecně, která může nést jakýkoli obsah, nejen sexuální. Čili chápal libido jako „směřování“ (zájem) vůbec. Hovořil o něm jako o pojmu vyjadřujícím cosi „nevýslovného“ a „záhadného“, a spatřoval v něm „kontinuální životní pud“ a „vůli k životu“.

### Typy libida
V prvotních pracích Freud vnímal libido jako energii pudu. Později tvrdil, že „své libido“ má i Já (Self) – narcistické libido. A posléze dokonce i Ego – libido Ega je energií, která se navázala na objekty v průběhu vývoje jedince, z těchto objektů se stáhla a Ego si ji přivlastnilo. (Vývoj Ega totiž iniciuje frustrace z pochopení jinakosti a oddělenosti rodičů; dítě vytvoří z rodičů objekty a obsadí je libidinosní energií; tento konflikt s vnějšími objekty nabitými psychickou energií subjektu dítě řeší identifikací s rodiči a následnou introjekcí rodičovských postav; tím se původní energie „vrací domů“ a zmocní se jí Ego.)
Libido může nabývat různých forem a může se různě projevovat, obsazuje procesy, struktury, objekty i jejich reprezentace.

### Vývoj libida
Libido se podle Freuda vyvíjí tak, že prochází různými stádii, v nichž se mění zdroje a formy sexuální slasti. Sám Freud rozlišil čtyři klíčové fáze vývoje, které se liší podle toho, že hlavními zdroji slasti jsou postupně vlastní ústa, anál, penis a nakonec se pozornost a slast konečně přesouvá na objekt (rodičovský). Freud spekuloval také o fázi, kdy je slast rozložena po celém těle a její vnímání splývá s vnímáním celého těla; tato fáze (tzv. polymorfně perverzní) je zřejmě ohraničitelná pobytem v děloze. Libidinosní vývoj je uzavřen fází latence, kdy psychosexuální zrání přešlapuje na místě a stabilizuje se. V naší kultuře fáze latence (není jasné do jaké míry je její načasování ve vývoji podmíněno biologicky a do jaké kulturně) končí pubertou.

### Fixace a regrese libida
Každé pozdější libidinosní pohyby jiným směrem než k heterosexualitě (protinarcistické jinakosti) jsou projevem fixace či regrese. Pokud se průchod vývojovou fází nezdaří, dochází k fixaci (na fázi libida, na objekt), při komplikovaném průchodu dochází v dospělosti k regresi. Fixovaná nebo regredující osoba pak má infantilní způsoby chování, nebo se k nim uchyluje pod vnějším tlakem (eventuálně si vybírá erotické objekty na základě podobnosti s fixovaným objektem – např. velká ňadra – případně lze indikovat ztrátu energie uvázané na objekt). Podle Freuda se každá fixace či regrese v dospělosti projevuje buď psychickou poruchou anebo sexuální perverzí. Sexuální perverze otevřeně manifestuje původní sexuální tematiku, původní objekty a také vztah k erotogenním zónám. U neuróz či jiných poruch psychoanalytik indikuje téma, objekty i drážděné zóny (např. problémy s vyměšováním) analogicky jako u perverzí.

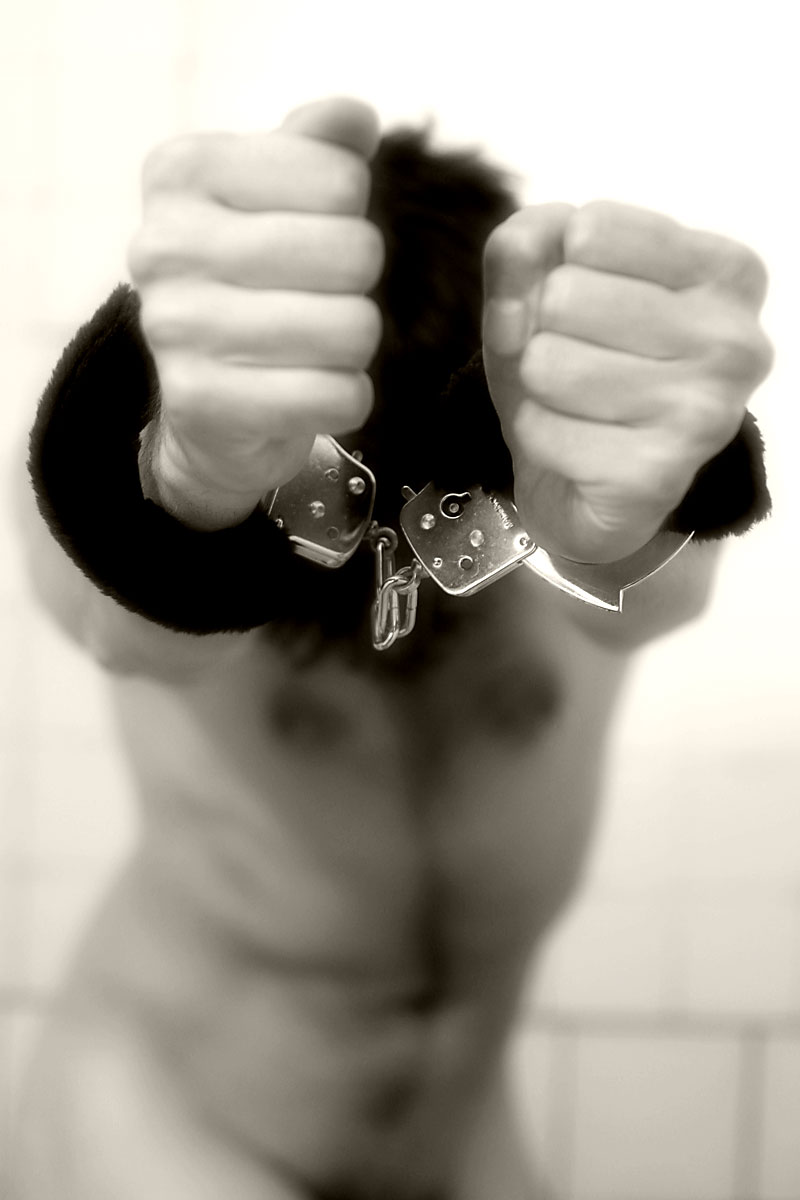
Fixace na jednu z fází vývoje libida může dle Freuda vyústit i v sadomasochismus

### Psychoanalytické pojetí perverze
Perverze jsou pro Freuda svědky dějin libida, podobně jako neurózy. Perverze jsou negativy neuróz; to, co neurotik potlačuje, “deviant” přehrává. I úkolem perverze je však bránit Ego před úzkostí. Dítě je pro Freuda “polymorfně perverzní” a sexuální perverze v dospělosti představuje regresi ke sklonům infantilní sexuality.
Klíčovými perverzemi, jejichž rozezvučení je všelidsky apelativní, jsou ty upomínající na uzlové body libidinosního vývoje. Jsou jimi obecně narcismus, sado-masochismus, exhibicionismus a voyeurismus.

### Vztah vývojových fází libida a perverzí
První zásadní fází vývoje libida je fáze orální. Předpokládá se, že začíná narozením a končí odstavením od prsu (případně dobou, kdy si dítě přeje být odstaveno). Zdrojem slasti jsou v této fázi ústa. Pokud dojde k fixaci či regresi na tuto fázi, osoba s orálním charakterem může inklinovat k sado-masochismu, v případě psychopatologické realizace problematiky se dává orální charakter především do souvislosti s maniodepresivní psychózou a depresí.
Po orální fázi se libido vyvíjí fází anální, kde zdrojem slasti je především anál a defekace, tedy manipulace s výkaly. Při fixaci či regresi bývá v psychopatologické podobě výsledkem nutkavá neuróza. V sexuálně-perverzní rovině jí odpovídá sadismus.
Po anální fázi libidinosního vývoje následuje fáze falická. Tehdy se chlapec začíná zabývat svým penisem a jeho funkcemi. U dívek pak Freud považoval za klíčovou zkušenost úlek z absence penisu následovaný záviděním penisu chlapcům. S falickou fází souvisí dílčí pud exhibicionismu. Chlapec má potřebu ukazovat, že má genitál, u dívek se rozvíjí obecný feminní exhibicionismus, jímž je kompenzována neúplnost – „ztráta penisu“ („musím něco mít, když se na mne dívají!“). Pasivní verzí exhibicionismu je voyeurismus, slast z dívání se. Narcistické zalíbení ve svém genitálu také připravuje půdu homosexualitě (u chlapců).

### Vrchol dějin libida: Oidipus a kastrace
Mezi třetím až pátým rokem života se realizuje fáze oidipovská, charakterizovaná oidipovským (u dívek Elektřiným) komplexem, kdy se zájem dítěte přesune k vlastnění rodiče opačného pohlaví a odstranění rodiče pohlaví stejného. Libido se prvně ve vývoji masivně přesouvá na celý lidský objekt, což je prototyp sexuální dospělosti.
Oidipovské drama se řeší identifikací s rodičem stejného pohlaví a dočasným zřeknutím se pohlaví opačného, které je znovu objeveno až ve formě dospělého sexuálního objektu. U chlapců předjímá tuto fázi kastrační úzkost, která se v psychopatologii vyjevuje jako úzkost paranoidní, jejímž perverzním ekvivalentem je submisivita a latentní homosexualita. Homosexuální přání je pro Freuda reaktivací femininního přání vůči otci v oidipovské fázi u chlapců.